# Addys Mercedes
Addys Mercedes (* 1973, Moa, provincie Holguín, Kuba) je kubánská zpěvačka a skladatelka. V současné době žije v Düsseldorfu (Německo) a na Tenerife (Španělsko). Ve svojí hudbě mísí kubánské vlivy s elementy rocku, hip hopu, house a RnB.

## Diskografie

### Alba
- Mundo Nuevo (2001)
- Nomad (2003)
- Addys (2012)

### Singly a videoklipy
- Mundo Nuevo (2001 Media Luna)
- Gitana Loca (2005 Media Luna)
- Esa Voz (2005 Media Luna)
- Sabado Roto (2011 Media Luna)
- Hollywood (2012 Media Luna)
- Gigolo (2012 Media Luna)

### Remixy
- Mundo Nuevo (Tony Brown - Media Luna)
- Gitana Loca (Tony Brown - Media Luna)
- Esa Voz (4tune twins - Media Luna)
- Afro D' Mercedes (Andry Nalin - Media Luna)
- Oye Colombia (4tune twins - Media Luna)
- Cry It Out (Guido Craveiro - Media Luna)
- Cha Ka Cha (Ramon Zenker - Media Luna)